# نیکولاس رو
نیکولاس رو (انگلیسی: Nicholas Rowe؛ زادهٔ ۲۲ نوامبر ۱۹۶۶) هنرپیشه اهل بریتانیا است.
از فیلم‌ها یا برنامه‌های تلویزیونی که وی در آن نقش داشته است، می‌توان به بانوی تفنگدار، معما، قفل، انبار و دو بشکه باروت، شرلوک هلمز جوان، مارگارت و آقای هولمز اشاره کرد.